# Slovenija ima talent (5. sezona)
Peta sezona oddaje Slovenija ima talent se je pričela 20. septembra 2015 in se končala 13. decembra 2015. V peti sezoni so v žiriji prvič štirje člani poslovil se je Rok Golob, prišla pa sta Marjetka Vovk in Lado Bizovičar. Predvajala se je vsako nedeljo v terminu ob 20.00.

## Voditelja
Voditelja sta tudi tokrat:
- Vid Valič
- Peter Poles

## Žirija
| Žirant          | Opis                                                                        |
| --------------- | --------------------------------------------------------------------------- |
| Lado Bizovičar  | televizijski voditelj, igralec                                              |
| Marjetka Vovk   | profesorica glasbe, pevka                                                   |
| Ana Klašnja     | baletna solistka ansambla SNG Opera in balet Ljubljana, umetnica, športnica |
| Branko Čakarmiš | programski direktor Pro Plus, poznavalec medijskega sveta                   |

## Potek
Za 5. sezono so začeli zbirati prijave od maja 2015. Prvič bodo v šovu štirje žirantje in tako kot v prejšnji sezoni bo zlati gumb. 
Predizbori so se odvijali v vseh večjih mestih po Sloveniji od 13. junija do 9.avgusta 2015.

## Predizbori
| #  | Datum     | Mesto            | Lokacija                      |
| -- | --------- | ---------------- | ----------------------------- |
| 1. | 13. junij | Maribor 1.dan    | Plesna šola Pingi             |
| 2. | 14. junij | Ljubljana 1. dan | Austria Trend hotel           |
| 3. | 1. avgust | Celje            | Tehnopolis                    |
| 4. | 2. avgust | Koper            | Gimnazija Koper               |
| 5. | 5. avgust | Novo mesto       | Kulturni center Janeza Trdina |
| 6. | 8. avgust | Maribor 2.dan    | Hotel City                    |
| 7. | 9. avgust | Ljubljana 2.dan  | Austria Trend hotel           |

## Nadaljevanje
Pričetek predvajanja 5. sezone na televiziji je načrtovano za 20.9.2015. Nagrada bo, kot v prejšnjih štirih sezonah, 50.000€. Največja letošnja novost so štirje žirantje in posledično to pomeni, da so potrebni trije DA-ji in ne več zgolj dva, da gre tekmovalec/ka naprej v naslednji krog.
Termini snemanja avdicij so bili: 
- Sobota, 22. 8. 2015
- Nedelja, 23. 8. 2015
- Petek, 4. 9. 2015
- Sobota, 5. 9. 2015
- Nedelja, 6. 9. 2015

ob 11.00 in 17.00 uri v SNG Opera in balet Ljubljana.
| #  | Oddaja      | Lokacija          | Na sporedu    | Zmagovalci |
| -- | ----------- | ----------------- | ------------- | --- |
| 1. | 1. avdicija | Ljubljanska opera | 20. september | Vsi tisti, ki jim je žirija rekla vsaj trikrat DA. In tistih pet, ki jim je žirija skupaj z voditeljema s pritiskom na zlati gumb omogočila neposredno uvrstitev v polfinale. |
| 2. | 2. avdicija | Ljubljanska opera | 27. september | Vsi tisti, ki jim je žirija rekla vsaj trikrat DA. In tistih pet, ki jim je žirija skupaj z voditeljema s pritiskom na zlati gumb omogočila neposredno uvrstitev v polfinale. |
| 3. | 3. avdicija | Ljubljanska opera | 4. oktober    | Vsi tisti, ki jim je žirija rekla vsaj trikrat DA. In tistih pet, ki jim je žirija skupaj z voditeljema s pritiskom na zlati gumb omogočila neposredno uvrstitev v polfinale. |
| 4. | 4. avdicija | Ljubljanska opera | 11. oktober   | Vsi tisti, ki jim je žirija rekla vsaj trikrat DA. In tistih pet, ki jim je žirija skupaj z voditeljema s pritiskom na zlati gumb omogočila neposredno uvrstitev v polfinale. |
| 5. | 5. avdicija | Ljubljanska opera | 18. oktober   | Vsi tisti, ki jim je žirija rekla vsaj trikrat DA. In tistih pet, ki jim je žirija skupaj z voditeljema s pritiskom na zlati gumb omogočila neposredno uvrstitev v polfinale. |
| 6. | Odločanje   | Studio POP TV     | 25. oktober   | 20 polfinalistov |

## Avdicijske oddaje
| Barva | Pomen barve v tabeli                                                           |
| ----- | ------------------------------------------------------------------------------ |
|       | Tekomovalec je dobil od žiranta zlati gumb in se direktno uvrstil v polfinale. |
|       | Tekmovalec se je priboril naslednji krog.                                      |
|       | Tekmovalec se ni prebil do naslednjega kroga.                                  |

### 1. avdicijska oddaja
| #   | Kandidat (starost, kraj)                                            | Nastop                     | Žirija          | Žirija             | Žirija        | Žirija         |
| #   | Kandidat (starost, kraj)                                            | Nastop                     | Branko Čakarmiš | Ana Klašnja        | Marjetka Vovk | Lado Bizovičar |
| --- | ------------------------------------------------------------------- | -------------------------- | --------------- | ------------------ | ------------- | -------------- |
| 1.  | Fresh – Lee Maid (17-19 let, Maribor)                               | petje                      | DA              | DA                 | NE            | DA             |
| 2.  | Tomaž Jeglič (25 let, Domžale)                                      | Tai Chi rok ples           | NE              | NE                 | NE            | NE             |
| 3.  | Neža Okorn (13 let, Stična)                                         | petje                      | DA              | DA                 | NE            | DA             |
| 4.  | Miro Vukoja (52 let, Ljubljana)                                     | petje                      | DA              | NE                 | NE            | NE             |
| 5.  | Kaja Avsenek (16 let, Ljubljana)                                    | petje                      | DA              | DA                 | NE            | DA             |
| 6.  | James Aubelle (26 let, Ljubljana)                                   | petje                      | DA              | DA                 | NE            | DA             |
| 7.  | Ekaterina Faskhutdinova (33 let, Maribor) (Na talentih 2011)        | fitnes vaje (gimnastika)   | DA              | DA                 | DA            | DA             |
| 8.  | Robi in Alex (38-39 let, Ljubljana)                                 | ples                       | NE              | NE                 | NE            | NE             |
| 9.  | Doris Vlah (52 let, Opatija)                                        | šivanje obleke v 2 minutah | NE              | NE                 | NE            | NE             |
| 10. | Kristjan Terglav (18 let, Šempeter v Savinjski dolini)              | (petje) ples               | DA              | DA za petje dala X | DA            | DA             |
| 11. | Eva Nina Cajnko (38 let, Mokronog)                                  | ples s hula hoop obročem   | DA              | DA                 | NE            | DA             |
| 12. | Mariša in Natja (21 let, Ljubljana, Domžale)                        | mjuzikl                    |                 |                    |               | Zlati gumb     |
| 13. | Petra Turk Rupreht (33 let, Maribor) Naprej nastopa z možem v duetu | petje/opera                | DA              | DA                 | NE            | DA             |
| 14. | Marina Martensson (28 let, Izola)                                   | petje in igranje na kitaro |                 |                    | Zlati gumb    |                |

### 2. avdicijska oddaja
| #   | Kandidat (starost, kraj)                                     | Nastop                            | Žirija          | Žirija      | Žirija        | Žirija         |
| #   | Kandidat (starost, kraj)                                     | Nastop                            | Branko Čakarmiš | Ana Klašnja | Marjetka Vovk | Lado Bizovičar |
| --- | ------------------------------------------------------------ | --------------------------------- | --------------- | ----------- | ------------- | -------------- |
| 1.  | Ansambel Mika nas (12-17 let, Nova Štifta pri Gornjem Gradu) | petje in igranje na inštrumente   | DA              | DA          | DA            | DA             |
| 2.  | Sandi Selimičič (26 let, Novo mesto) Na talentih 2014        | petje                             | NE              | NE          | NE            | NE             |
| 3.  | Vlado Kranjc (35 let, Maribor) Na talentih 2014              | petje                             | NE              | NE          | NE            | NE             |
| 4.  | Ema Sladić (24 let, Koper) Na talentih 2010                  | petje                             | NE              | NE          | NE            | NE             |
| 5.  | Maša Jakupič (15 let, Slovenj Gradec)                        | petje                             | NE              | DA          | NE            | DA             |
| 6.  | Blaž Škrlj (20 let, Zagorje pri Grgar)                       | jodlanje                          | NE              | NE          | NE            | NE             |
| 7.  | Alja Shaar (35 let, Ljubljana)                               | orientalski (trebušni) ples       | DA              | DA          | DA            | DA             |
| 8.  | Gašper Krek (26 let, Horjul)                                 | igranje na harmoniko in petje     | DA              | DA          | DA            | DA             |
| 9.  | Nathan (20 let, Maribor, (Pariz))                            | ples                              | NE              | NE          | NE            | NE             |
| 10. | Donna Ostrec (66 let, Ljubljana)                             | petje                             | NE              | DA          | DA            | DA             |
| 11. | Šeherezada (31 let, Ljutomer)                                | opera/petje                       | DA              | DA          | DA            | NE             |
| 12. | Matjaž Krnc (38 let, Ljubljana)                              | pripovedovanje poezije            | DA              | DA          | NE            | DA             |
| 13. | Nejc Ravnikar                                                | Imitacija živali in slavnih ljudi | NE              | NE          | NE            | NE             |
| 14. | Žan Svetek                                                   | čarovniški trik                   | DA              | DA          | DA            | DA             |
| 15. | Mara in ljudske pevke                                        | ljudsko petje                     | DA              | DA          | DA            | DA             |

### 3. avdicijska oddaja
| #   | Kandidat (starost, kraj)                          | Nastop               | Žirija          | Žirija      | Žirija        | Žirija         |
| #   | Kandidat (starost, kraj)                          | Nastop               | Branko Čakarmiš | Ana Klašnja | Marjetka Vovk | Lado Bizovičar |
| --- | ------------------------------------------------- | -------------------- | --------------- | ----------- | ------------- | -------------- |
| 1.  | Neja in Kany (13 in 14 let, Ljubljana)            | ples                 | DA              | DA          | DA            | DA             |
| 2.  | Kjara in Jaz (19 let, Maribor)                    | triki s psom         | NE              | NE          | NE            | NE             |
| 3.  | Marcel Pavlin (15 let)                            | čarovnija            | DA              | DA          | DA            | DA             |
| 4.  | Gregor Žonta Sinanovič (21 let, Ribnica)          | klavir               | NE              | NE          | NE            | NE             |
| 5.  | Sara Hercog (18 let, Maribor (Volčina))           | petje                | DA              | DA          | DA            | DA             |
| 6.  | Ruski talisman (23 - 65 let, Ljubljana)           | petje, ples          | DA              | DA          | NE            | DA             |
| 7.  | Brina in Neža (18-22 let, Maribor)                | ples                 |                 | NE          |               |                |
| 8.  | Irena Volk (32 let, Prian)                        | orientalski ples     | NE              | NE          | NE            | NE             |
| 9.  | Tina Lednik (18 let, Dremelje)                    | orientalski ples     | DA              | NE          | DA            | DA             |
| 10. | Žan Libnik (19 let, Podgorje pri Slovenj Gradcem) | petje                |                 | Zlati gumb  |               |                |
| 11. | Aljoša Nikolič (42 let, Portorož)                 | petje                | NE              | NE          | NE            | NE             |
| 12. | Andreja Begovič (14 let, Celje)                   | petje                | DA              | DA          | DA            | DA             |
| 13. | Tanja in Aleš (27-33 let, Ljubljana)              | akro joga            | NE              | DA          | DA            | DA             |
| 14. | Rokc'n Breyk (12-15 let, Tržič)                   | ples                 | NE              | DA          | DA            | DA             |
| 15. | Air Squand 46 (19-24 let, Šempas)                 | akrobacije s kolesom | NE              | DA          | DA            | DA             |
| 16. | Jerca Steklasa (23 let, Vrhovo)                   | petje/oprea          | Zlati gumb      |             |               |                |

### 4. avdicijska oddaja
| #   | Kandidat (starost, kraj)                               | Nastop                     | Žirija          | Žirija      | Žirija        | Žirija         |
| #   | Kandidat (starost, kraj)                               | Nastop                     | Branko Čakarmiš | Ana Klašnja | Marjetka Vovk | Lado Bizovičar |
| --- | ------------------------------------------------------ | -------------------------- | --------------- | ----------- | ------------- | -------------- |
| 1.  | Lara Oset (18 let, Celje)                              | petje                      | DA              | DA          | DA            | DA             |
| 2.  | Robert Ašič (21 let, Krško)                            | petje                      | NE              | NE          | NE            | NE             |
| 3.  | Slavcho Spusev (20 let, Koper)                         | petje,ples                 | NE              | NE          | NE            | NE             |
| 4.  | Aljaž Završnik (19 let)                                | rep                        | NE              | NE          | NE            | NE             |
| 5.  | Jernej Kozan (21 let, Črnomelj)                        | ples                       | DA              | DA          | DA            | DA             |
| 6.  | Miha in Nejc (mlajša) (15 let, Škofja loka)            | petje in igranje na kitaro | DA              | DA          | DA            | DA             |
| 7.  | Miha Plantarič in Nejc Lombardo (18-33 let, Ljubljana) | petje in igranje na kitaro | DA              | DA          | DA            | DA             |
| 8.  | Urban Kačič (13 let, Lovrenc na Pohorju)               | imitiranje                 | DA              | DA          | DA            | DA             |
| 9.  | IMSET (16-25 let, Domžale)                             | petje                      | NE              | NE          | NE            | NE             |
| 10. | Matej Železnik (31 let, Hrastnik)                      | petje in igranje na kitaro | NE              | NE          | NE            | NE             |
| 11. | Primož (20 let, Begunje na Gorenskem)                  | petje                      | NE              | NE          | NE            | DA             |
| 12. | Kranjci (33-43 let, Ljubljana in okolica)              | igranje na inštrumente     | DA              | DA          | DA            | DA             |
| 13. | Drem Team (26-27 let, Kamnik)                          | ples                       | NE              | NE          | DA            | NE             |
| 14. | Andreja Moravec (42 let, Slovenske Konjice)            | petje                      | NE              | NE          | NE            | DA             |
| 15. | Andrej Mlakar (16 let, Žiri)                           | letenje z letalom          | DA              | DA          | DA            | DA             |
| 16. | Vincent Cergol (15 let, Portorož)                      | jojo                       | DA              | DA          | DA            | DA             |
| 17. | Jumping Juliets (17-32 let, Celje)                     | ples na trampolinih        | NE              |             |               |                |

### 5. avdicijska oddaja
| #   | Kandidat (starost, kraj)                           | Nastop                     | Žirija          | Žirija      | Žirija        | Žirija         |
| #   | Kandidat (starost, kraj)                           | Nastop                     | Branko Čakarmiš | Ana Klašnja | Marjetka Vovk | Lado Bizovičar |
| --- | -------------------------------------------------- | -------------------------- | --------------- | ----------- | ------------- | -------------- |
| 1.  | Libero (13-16 let, Ljubljana)                      | ples                       | DA              | DA          | DA            | DA             |
| 2.  | Nika Piperčič (10 let, Ljubljana)                  | petje in rap               | DA              | DA          | DA            | DA             |
| 3.  | Staša Štern (10 let, Ptuj)                         | petje                      | DA              | DA          | NE            | DA             |
| 4.  | Sabina Veber-Binna (24 let, Cerknica)              | petje                      | NE              | DA          | DA            | DA             |
| 5.  | Jazzva (26-35 let, Ljubljana)                      | a cappela- petje           | DA              | DA          | DA            | DA             |
| 6.  | Ritem vodovodarji (13-15 let, Leskovec pri Krškem) | igranje na tolkala         | DA              | DA          | DA            | DA             |
| 7.  | Aleksandra Vojnović (26 let, Ljubljana)            | muzikal                    | NE              | DA          | DA            | DA             |
| 8.  | Klemen Lapuh (27 let, Posavec)                     | petje in igranje na kitaro | NE              | NE          | NE            | NE             |
| 9.  | Nika Rogelj (29 let, Presarje)                     | petje                      | NE              | NE          | NE            | NE             |
| 10. | Sandra Erpe (22 let, Straža)                       | petje in igranje na kitaro | DA              | DA          | DA            | DA             |
| 11. | Nataša Škrbec (26 let, Radovljica)                 | petje                      | DA              | DA          | DA            | NE             |
| 12. | David Krslin (20 let, Murska Sobota)               | petje in igranje na kitaro | NE              | NE          | NE            | NE             |
| 13. | Ez Fuego Loco (18-24 let, Ljubljana)               | ples                       | NE              | NE          | NE            | NE             |
| 14. | Zala Smolnikar (16 let, Crklje na Gorenjskem)      | petje in igranje na klavir | DA              | DA          | DA            | DA             |
| 15. | Govoreči bobni (11-24 let, Murska Sobota)          | bobnanje, ples             | DA              | DA          | DA            | DA             |

## Polfinalne oddaje
6 avdicijskim oddajam je 25. oktobra sledila razglasitev polfinalistov. 5 tekmovalcev, ki so si prislužili zlati gumb, se je v polfinale uvrstilo neposredno:
| #  | Tekmovalec        | Talent              | Žirant       |
| -- | ----------------- | ------------------- | ------------ |
| 1. | Jerica Steklasa   | operno petje        | Branko       |
| 2. | Marina Martensson | petje               | Marjetka     |
| 3. | Žan Libnik        | petje               | Ana          |
| 4. | Mariša in Natja   | muzikal             | Lado         |
| 5. | Jumping Juliets   | ples na trampolinih | Peter in Vid |

Žirija je izmed vseh tistih, ki so na avdicijah vsaj trikrat prejeli "Da" in se tako uvrstili v naslednji krog, izbrala še 20 polfinalistov:
- Sandra Erpe
- Nina Piperčič
- Sabina Veber
- Zala Smolnikar
- Sara Hercog

- Mika nas
- Kranjci
- Vincent Cergolj
- Jernej Kozan
- Ritem vodovodarji

- Petra in Sergej
- Žan Svetek
- Matjaž Krnc
- Libero
- Lara

- Mara in ljudske pevke
- Jazzva
- Kany in Neja
- Miha Plantarič in Nejc Lombardo
- Miha in Nejc

| #   | Oddaja           | Lokacija      | Na sporedu   | Zmagovalci |
| --- | ---------------- | ------------- | ------------ | --- |
| 7.  | 1. polfinale     | Studio POP TV | 1. november  | 1. mesto: Žan Libnik (petje) 2. mesto: Sara Hercog (petje) 3. mesto: Nika Piperčič (repanje)                                                      |
| 8.  | 2. polfinale     | Studio POP TV | 8. november  | 1. mesto: Jerica Steklasa (operno petje) 2. mesto: Sabina Veber - Binna (petje) 3. mesto: Ritem vodovodarji (igrenje na tolkala)                  |
| 9.  | 3. polfinale     | Studio POP TV | 15. november | 1. mesto: Jernej Kozan (ples) 2. mesto: Miha Plantarič in Nejc Lombardo (petje in igranje na kitaro) 3. mesto: Lara Oset (petje)                  |
| 10. | 4. polfinale     | Studio POP TV | 22. november | 1. mesto: Zala Smolnikar (petje) 2. mesto: Nejc in Miha (petje in igranje na kitaro) 3. mesto: Jazzva (petje)                                     |
| 11. | 5. polfinale     | Studio POP TV | 29. november | 1. mesto: Petra in Sergej (operno petje) 2. mesto: Mara in ljudske pevke (ljudsko petje) 3. mesto: Marina Martensson (petje in igranje na kitaro) |
| 12. | Zakulisje oddaje | Studio POP TV | 6. december  | / |
| 13. | Finale           | Studio POP TV | 13. december | 1. mesto: Jernej Kozan (ples) 2. mesto: Žan Libnik (petje)                                                                                        |

### 1. polfinale
| #  | Tekmovalec    | Talent                                             | Rezultat | Glasovi žirantov    |
| -- | ------------- | -------------------------------------------------- | -------- | ------------------- |
| 1. | Kranjci       | igranje inštrumentov (Billie Jean/Smooth Criminal) | 4.–5.    |                     |
| 2. | Sara Hercog   | petje (Next to Me)                                 | 2.–3.    | Ana, Marjetka, Lado |
| 3. | Nika Piperčič | rapanje (Galadriel vs Leia: Princess Rap Battle)   | 2.–3.    | Branko              |
| 4. | Neja in Kany  | ples                                               | 4.–5.    |                     |
| 5. | Žan Libnik    | petje (I Won't Give Up)                            | 1.       |                     |

Kot gostja je nastopila Lina Kuduzović, zmagovalka 1. sezone, z evrovizijsko pesmijo Prva ljubezen.

### 2. polfinale
| #  | Tekmovalec           | Talent                                            | Rezultat | Glasovi žirantov |
| -- | -------------------- | ------------------------------------------------- | -------- | ---------------- |
| 1. | Libero               | ples                                              | 4.−5.    |                  |
| 2. | Jerica Steklasa      | operno petje (Der Hölle Rache iz Čarobne piščali) | 1.       |                  |
| 3. | Žan Svetek           | čarovnija                                         | 4.−5.    |                  |
| 4. | Ritem vodovodarji    | igranje na tolkala in petje (Fireball)            | 3.       | Ana, Branko      |
| 5. | Sabina Veber - Binna | petje (Masterpiece)                               | 2.       | Lado, Marjetka   |

Kot gostja je nastopila Jana Šušteršič, zmagovalka 4. sezone, s pesmijo Angel Heart (z Eme 2015).

### 3. polfinale
| #  | Tekmovalec                      | Talent                                  | Rezultat | Glasovi žirantov      |
| -- | ------------------------------- | --------------------------------------- | -------- | --------------------- |
| 1. | Jumping Juliets                 | ples na trampolinih                     | 4.−5.    |                       |
| 2. | Lara Oset                       | petje (If I Ain't Got You)              | 2.−3.    | Lado                  |
| 3. | Sandra Erpe                     | petje (Hočeš me al' nočeš me)           | 4.−5.    |                       |
| 4. | Jernej Kozan                    | ples (popping − elektro boogie)         | 1.       |                       |
| 5. | Miha Plantarič in Nejc Lombardo | petje in igranje na kitaro (Impossible) | 2.−3.    | Branko, Ana, Marjetka |

Kot gostja je nastopila Alja Krušič, zmagovalka 3. sezone, s pesmijo Nisi sam.

### 4. polfinale
| #  | Tekmovalec      | Talent                                               | Rezultat | Glasovi žirantov       |
| -- | --------------- | ---------------------------------------------------- | -------- | ---------------------- |
| 1. | Mariša in Natja | muzikal (Everybody Needs Somebody to Love)           | 4.−5.    |                        |
| 2. | Vincent Cergolj | jojo                                                 | 4.−5.    |                        |
| 3. | Nejc in Miha    | petje in igranje na kitaro (Little Black Submarines) | 2.−3.    | Branko, Marjetka, Lado |
| 4. | Jazzva          | a cappella nastop                                    | 2.−3.    | Ana                    |
| 5. | Zala Smolnikar  | petje in igranje na klavir (Caruso)                  | 1.       |                        |

Kot gostje so nastopili finalisti 2. sezone The Artifex.

### 5. polfinale
| #  | Tekmovalec            | Talent                                                            | Rezultat | Glasovi žirantov  |
| -- | --------------------- | ----------------------------------------------------------------- | -------- | ----------------- |
| 1. | Mika nas              | narodno-zabavno petje in igranje na inštrumente (Kdo še verjame?) | 4.−5.    |                   |
| 2. | Matjaž Krnc           | poezija (Volk)                                                    | 4.−5.    |                   |
| 3. | Petra in Sergej       | operno petje (Barcelona)                                          | 1.       |                   |
| 4. | Mara in ljudske pevke | ljudsko petje                                                     | 2.−3.    | Branko, Lado, Ana |
| 5. | Marina Martensson     | petje in igranje na kitaro (Halo)                                 | 2.−3.    | Marjetka          |

Kot gosta sta nastopila finalista 4. sezone F & B Acrobatics.

## Veliki finale
5 polfinalnim oddajam je sledil veliki finale, ki je potekal 13. decembra 2015 v studiu POP TV.
| #   | Tekmovalec                      | Talent                                                | Rezultat |
| --- | ------------------------------- | ----------------------------------------------------- | -------- |
| 1.  | Petra in Sergej                 | operno petje (The Phantom of the Opera)               | 3.–10.   |
| 2.  | Sara Hercog                     | petje (Don't You Remember)                            | 3.–10.   |
| 3.  | Nejc Lombardo in Miha Plantarič | petje (Nov dan)                                       | 3.–10.   |
| 4.  | Jernej Kozan                    | ples (popping − elektro boogie)                       | 1.       |
| 5.  | Nejc (Pipp) in Miha (Kumar)     | petje (Bette Davis Eyes)                              | 3.–10.   |
| 6.  | Sabina Veber - Binna            | petje (Hello od Adele)                                | 3.–10.   |
| 7.  | Jerica Steklasa                 | operno petje (Hör' ich Cymbalklänge iz Zigeunerliebe) | 3.–10.   |
| 8.  | Žan Libnik                      | petje (Story of My Life)                              | 2.       |
| 9.  | Mara in ljudske pevke           | ljudsko petje (Štala podrta)                          | 3.–10.   |
| 10. | Zala Smolnikar                  | petje (Bohemian Rhapsody)                             | 3.–10.   |